# José Juan Almeida
José Juan Almeida (n. Las Palmas de Gran Canaria, 26 de agosto de 1967) es un entrenador de fútbol profesional español que actualmente entrena al S. D. Tenisca.

## Trayectoria
José Juan Almeida debutó como entrenador en el año 2000 con el C. D. Corralejo. Tras dos temporadas ganó la Tercera División de España en el grupo XII, ascendiendo así de categoría. En 2002 fichó por el C. D. Doramas y finalmente en 2004 con el U. D. Fuerteventura. Tras tres años en blanco, el entrenador fue fichado de nuevo por el U. D. Fuerteventura, esta vez con mayor suerte que su anterior etapa en el club, dado que el equipo jugó la promoción de ascenso a Segunda División de España en la temporada 2007-08, eliminado en la última ronda por el A. D. Ceuta.
Al año siguiente, volviendo a jugar con el Fuerteventura, finalizó la temporada en duodécima posición. Al año siguiente fichó por la Universidad Las Palmas, equipo que descendió a Tercera División por impago a sus jugadores y cuerpo técnico, el 1 de julio de 2011, lo que provocó su desaparición 6 días después. Al quedarse sin club, y tras dos meses, José Juan fue fichado para un año por el U. D. Vecindario. Al finalizar la temporada el equipo descendió en el último tras perder 4-0 ante el Real Madrid Castilla. 
Tras el descenso, acabó contrato y fichó por el C. D. Marino, club que entrenó durante un año. En 2014, el Arucas C. F. le contrató para ejercer el cargo de entrenador. Pasó cinco temporadas en el club y en 2019 fichó por el Tenisca. En julio de 2021 dejó el club palmero tras dos temporadas en las que llegó en ambas a la eliminatoria de ascenso sin conseguirlo. Tras seis meses sin equipo en enero retornó al banquillo del Tenisca.

## Clubes
| Club                   | País   | Año         |
| ---------------------- | ------ | ----------- |
| C. D. Corralejo        | España | 2000 - 2002 |
| C. D. Doramas          | España | 2002 - 2004 |
| U. D. Fuerteventura    | España | 2004 - 2005 |
| U. D. Fuerteventura    | España | 2007 - 2009 |
| Universidad Las Palmas | España | 2009 - 2011 |
| U. D. Vecindario       | España | 2011 - 2012 |
| C. D. Marino           | España | 2012 - 2013 |
| Arucas C. F.           | España | 2014 - 2019 |
| S. D. Tenisca          | España | 2019 -2021  |
| S. D. Tenisca          | España | 2022-       |

## Palmarés

### Campeonatos nacionales
| Título                     | Club            | País   | Año  |
| -------------------------- | --------------- | ------ | ---- |
| Tercera División de España | C. D. Corralejo | España | 2002 |